# Henk Asperslagh
Hendrik Jozef (Henk) Asperslagh (Den Haag, 20 juni 1906 – Voorburg, 18 juni 1964) was een Nederlandse schilder, glazenier en monumentaal kunstenaar.

## Leven en werk
Asperslagh (officieel: Asperslag) werd geboren in Den Haag als zoon van kleermaker Wilhelmus Johannes Asperslag en Maria Hermina van der Horst. Hij was een jongere broer van de kunstenaars Lou Asperslagh (1893-1949) en Alex Asperslagh (1901-1984). Asperslagh studeerde aan de Academie van beeldende kunsten in Den Haag. Hij bekwaamde zich in het glazenierswerk in het 'atelier van kunstnijverheid', of St. Silvester, van zijn broer Lou in Den Haag, waarvoor ook Alex werkzaam was. In 1929 ging het atelier failliet, na onenigheid tussen de broers. Vanaf 1939 had hij zijn eigen atelier in Voorburg. Henk Asperslagh maakte glas-in-loodramen voor kerken en gebouwen. Hij maakte na de oorlog zeventien ramen voor de Rotterdamse Sint-Elisabethkerk (nu HH. Laurentius- en Elisabethkathedraal), waaronder acht ramen waarop heiligen, vergezeld van een van de zaligsprekingen zijn afgebeeld. In de jaren vijftig had hij diverse opdrachten in Curaçao en Brazilië. Zijn ramen zijn barok van aard en tonen beweeglijkheid en een bont kleurgebruik.
Hij trouwde in 1932 met Elisabeth Maria van Erckelens. Uit dit huwelijk werd onder anderen de kunstenares Marijke Asperslagh geboren. Asperslagh overleed kort voor zijn 58e verjaardag.
Een verzameling aquarellen en ontwerptekeningen bevindt zich in het Katholiek Documentatiecentrum in Nijmegen

## Werken (selectie)
Schilderde het interieur van de Moederkerk van Itajubá, Brazilië.
- roosvenster en vier glas-in-loodramen (1938) voor de kapel van het katholiek militair tehuis in Den Haag
- negen glas-in-loodramen in de apsis (1945-1946) en acht in het schip en transept (1947-1952) voor de Sint-Elisabethkerk in Rotterdam
- sacramentsraam en vredesraam (1947) voor de Sint-Bonifatiuskerk in Amsterdam
- Poseidonraam (1948) en diverse andere ramen voor Van Uden in Rotterdam
- glas-in-lood voor de Sint Gummariskerk in Wagenberg
- glas-in-lood voor de Sint-Bonifatiuskerk in Zaandam
- glas-in-lood en schilderingen voor de Onze-Lieve-Vrouw-Hemelvaartkerk in Oude-Tonge

## Afbeeldingen

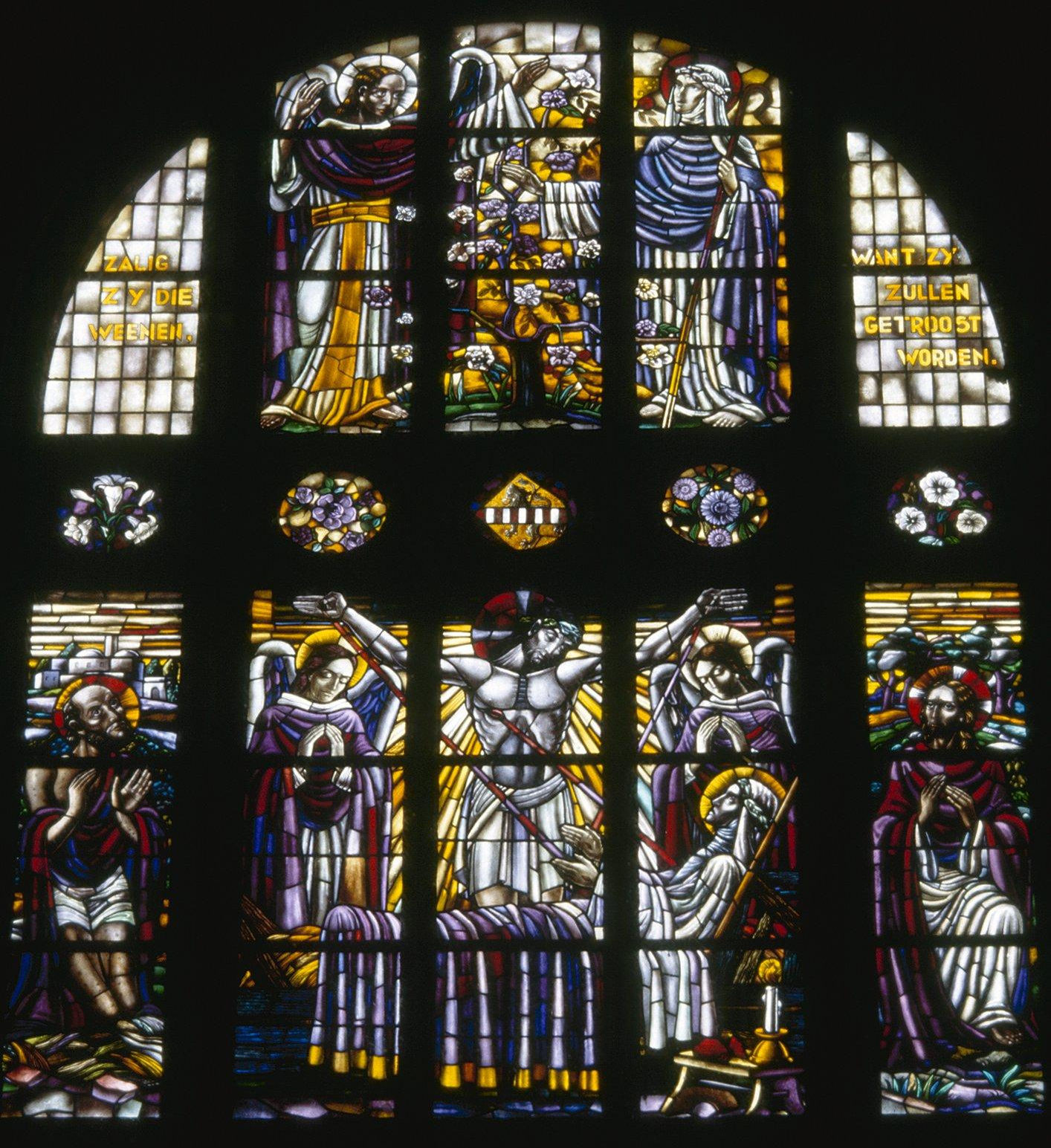
Liduinaraam, Rotterdam
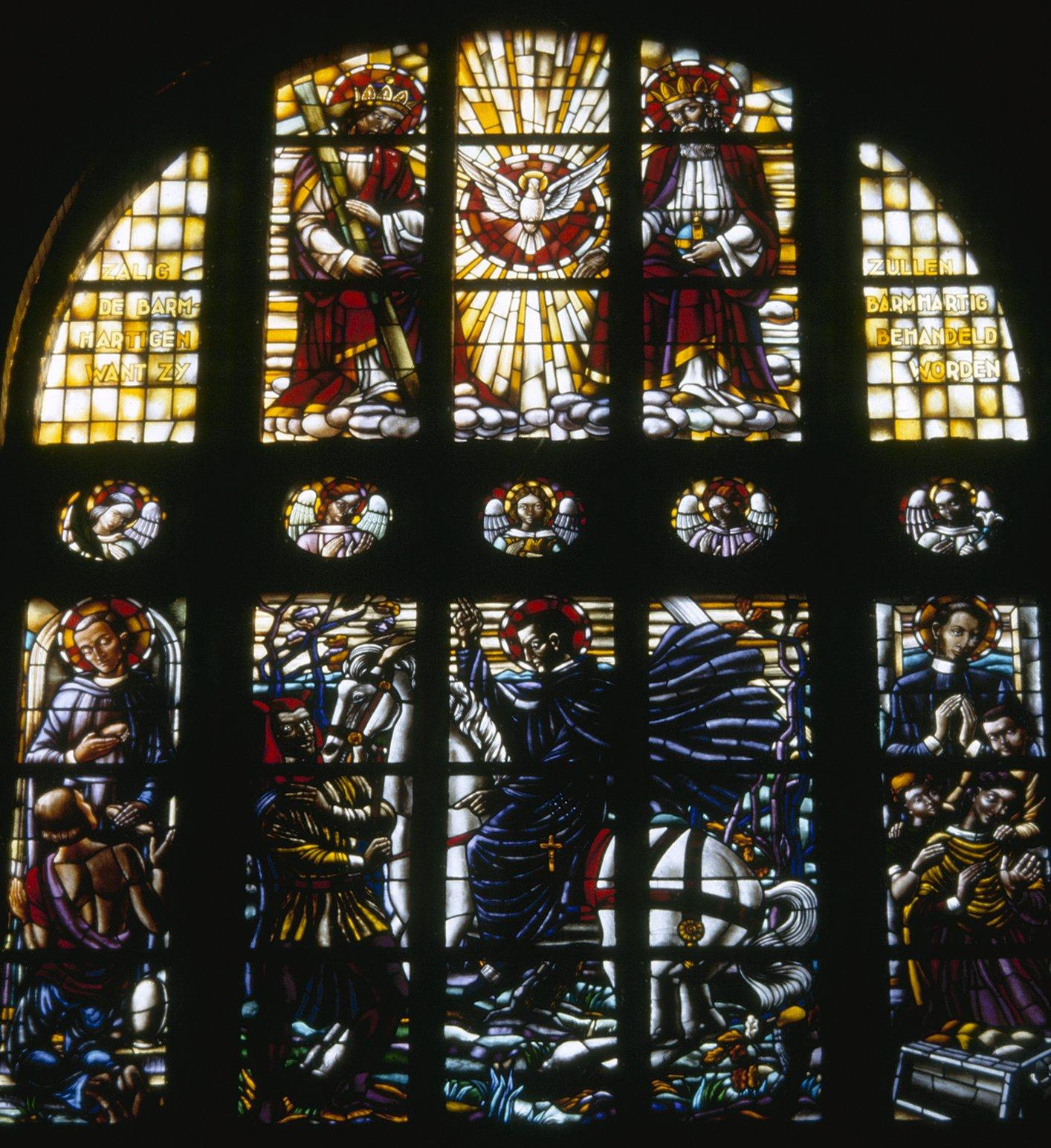
Gerardusraam, Rotterdam